# Demonax arcuata
Demonax arcuata är en skalbaggsart som beskrevs av Masaki Matsushita 1939. Demonax arcuata ingår i släktet Demonax och familjen långhorningar.
Artens utbredningsområde är Taiwan. Inga underarter finns listade i Catalogue of Life.